# Gravensas

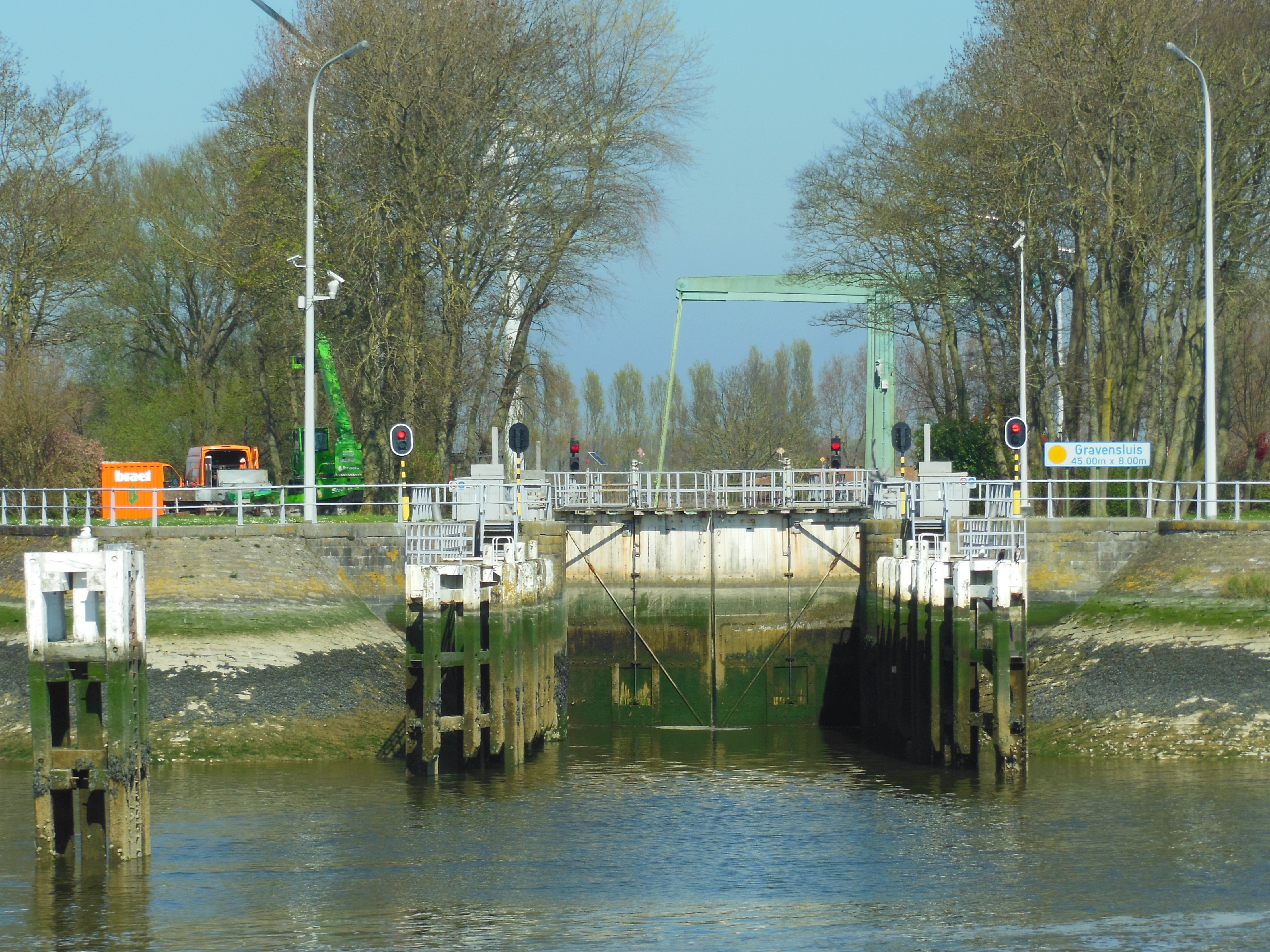
Het Gravensas gezien vanuit de zwaaikom

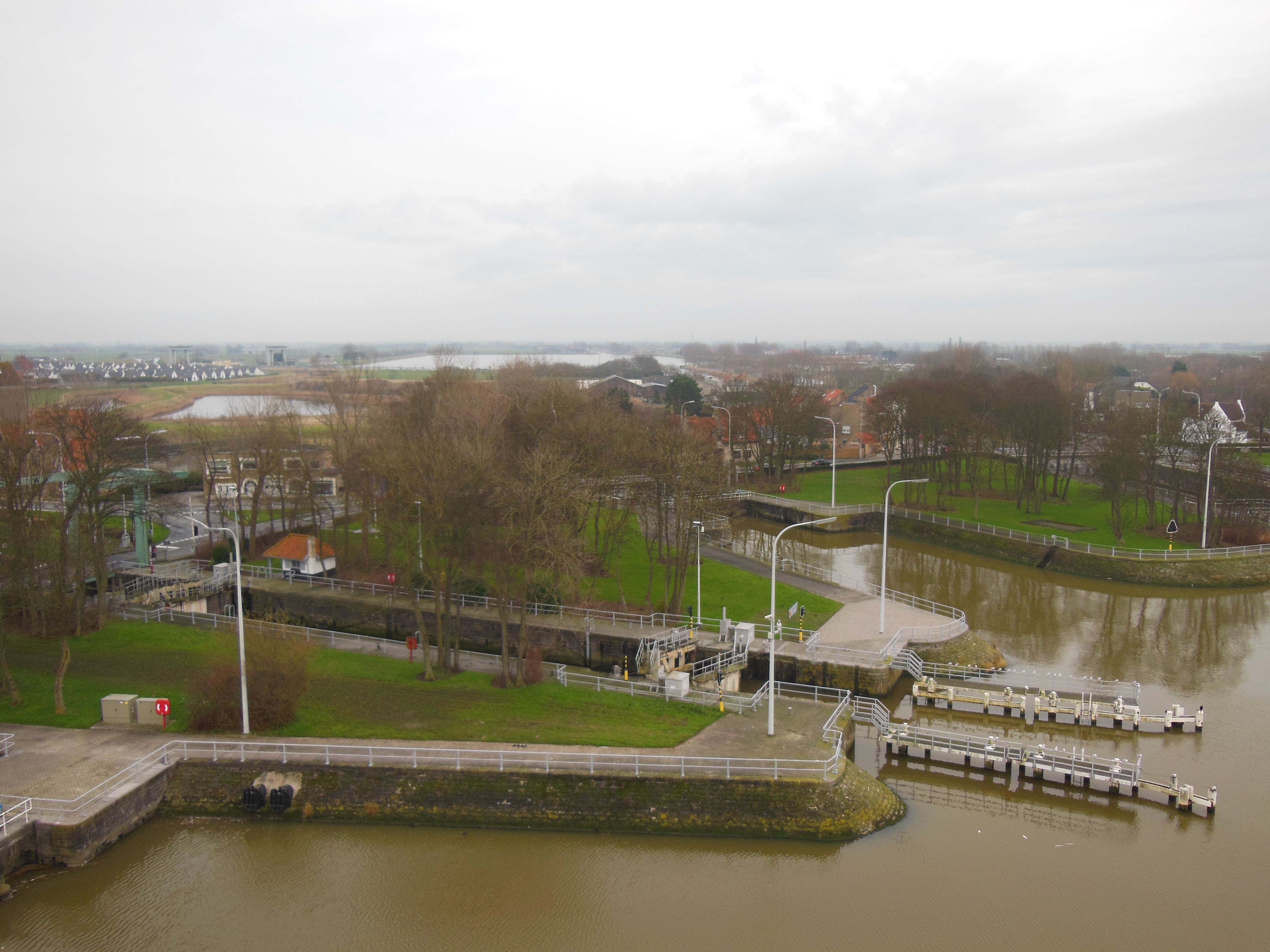
Het Gravensas gezien vanaf het Koning Albert I-monument

Het Gravensas, ook Sas van de Brugsevaart of Sas van de Plassendalevaart genoemd, is een scheepvaartsluis of schutsluis die de Plassendalevaart verbindt met de achterhaven. Het Gravensas is het vijfde kunstwerk op de Ganzepoot, komende van Nieuwpoort. Het werd gebouwd in 1844. De breedte van het sas is acht meter, en de lengte vijfenveertig meter. Het waterpeil van het kanaal wordt altijd op hetzelfde peil gehouden. Het niveau van de achterhaven varieert met het getij van lager naar hoger dan het kanaal. Schepen die van Oudenburg of Brugge komen of Diksmuide, kunnen via de achterhaven naar de voorhaven of via de Veurnevaart naar Veurne en omgekeerd.  De Gravensluis krijgt enkel bediening in de periode vanaf 3 uur voor hoogwater tot 3 uur erna.

## Beschrijving en werking
De sluis heeft een stel draaideuren aan de kant van het kanaal, de bovendeuren, en een stel draaideuren aan de kant van de achterhaven, de benedendeuren. De bovendeuren en benedendeuren bestaan elk uit vloeddeuren en ebdeuren. De vloeddeuren bestaan uit twee vleugels die sluiten op een punt in de richting van de achterhaven en de zee zodat ze bij vloed toegedrukt worden door de druk van het opkomende zeewater. De ebdeuren bestaan uit twee vleugels die sluiten op een punt in de richting van de bovenloop van het kanaal zodat ze door de druk van het water in het kanaal toegedrukt worden.
De ruimte tussen de boven- en benedendeuren heet schutkolk of saskamer. Om een schip te schutten wordt het waterniveau in de schutkolk, op gelijk niveau gebracht met de ene of de andere kant door het openen van schuiven, rinketten genoemd, in de deuren. De deuren aan de kant met gelijk waterniveau aan beide zijden van de deur kunnen dan geopend worden met behulp van de kaapstanders. Het schip kan dan in de schutkolk varen en in een tweede beweging het lager of hogere niveau bereiken.
Dubbele boven- en benedendeuren zijn alleen vereist in de nabijheid van de zee, waar eb en vloed spelen. Op de binnenwateren, buiten de getijdeninvloeden, volstaat één bovendeur en één benedendeur. Beiden zijn dan gericht naar de bovenloop waar het niveau van het water altijd hoger is.

## Tijdens de Eerste Wereldoorlog
Een schutsluis zoals het Gravensas kan gebruikt worden om een inundatie te stellen met zeewater. Het volstaat de vloeddeuren te openen met behulp van de kaapstanders en de deuren te verankeren in hun kassen in de kaaimuur. Dat kan alleen op het ogenblik dat de waterstand aan beide kanten van de vloeddeuren gelijk is. Wanneer men dan de ebdeuren vrij spel geeft kan het zeewater binnendringen bij opkomend tij, maar niet terugvloeien bij afgaand tij omdat de ebdeuren zich dan vanzelf sluiten onder druk van het terugvloeiende water. Het bovenste gedeelte van de ebdeuren is open en fungeert als een overloop waardoor automatisch een vast peil aangehouden wordt aan de landzijde. Dergelijke draaideuren die enkel onderaan beplankt zijn noemt men steekdeuren.
Tot 1917 werd de schutsluis alleen gebruikt om water in het kanaal te steken om de inundatie van de Boterdijk, Noord van het kanaal in stand te houden in weerwil van het spuien door de Duitsers in Plassendale. Omdat de bediening van de deuren niet anders kon dan in het zicht van de vijand, installeerden de Fransen er in december 1915 automatisch werkende luiken. Ze gaven geen voldoening en in januari 1917 werden ze vervangen door een Belgische constructie die evenmin volledige voldoening gaf. Voor de bescherming van de bedienaars werden uiteindelijk dikke bakstenen muren gemetseld.
In juli 1917 planden de Engelsen een aanval richting Middelkerke en Oostende. Ze vroegen de inundatie te ledigen. Het sas had toen geen vloeddeuren meer, enkel nog de ebdeuren die als steekdeuren het water ophielden in het kanaal. Om het water van de inundatie naar zee te laten vloeien werden de ebdeuren met kabels verankerd in de deurkasten. Schotbalken, automatische luiken, klapdeuren, die de Compagnie Sapeurs-Pontonniers geïnstalleerd had werden door Duits artillerie vernietigd en de zee kon vrij binnendringen. De Belgen probeerden vergeefs met allerlei werken de controle over de inundatie te hernemen. De inundatie bleef bestaan en belette elk manoeuvre.